# Saint Patrick (Granada)
Saint Patrick é uma paróquia de Granada. Sua capital é a cidade de Sauteurs.
Saint Patrick inclui alguma pequenas ilhas no sul das ilhas Granadinas, as maiores são:
- Ronde
- Caille
- Diamond
- Les Tantes
- Green
- ilha Sandy
- Bird
- London Bridge